# Copa Intertoto 1982
La Copa Intertoto 1982 fue la 22.ª edición de este torneo de fútbol a nivel de clubes de Europa. Participaron 36 equipos de federaciones miembro de la UEFA.
No se decretó un ganador definido en vista de que el ganador de cada grupo ganó la copa, pero se considera como campeón al Bohemians Prague de Checoslovaquia por ser el club con el mejor rendimiento durante el torneo.

## Fase de grupos
Los 36 equipos fueron ubicados en 9 grupos de 4 equipos cada uno, donde el vencedor de cada grupo ganó la copa y el premio monetario del torneo.

### Grupo 1
| Club             | G | E | P | GF | GC | Pts. |
| ---------------- | - | - | - | -- | -- | ---- |
| Standard Liège   | 3 | 1 | 2 | 12 | 10 | 7    |
| Bayer Leverkusen | 2 | 2 | 2 | 12 | 9  | 6    |
| Cherno More      | 2 | 2 | 2 | 7  | 8  | 6    |
| Hvidovre         | 1 | 3 | 2 | 5  | 9  | 5    |

|     | STA | B04 | ČMV | HVI |
| --- | --- | --- | --- | --- |
| STA |     | 4-1 | 3-1 | 3-0 |
| B04 | 5-1 |     | 3-0 | 2-2 |
| CHV | 2-0 | 1-1 |     | 2-0 |
| HVI | 1-1 | 1-0 | 1-1 |     |

### Grupo 2
| Club              | G | E | P | GF | GC | Pts. |
| ----------------- | - | - | - | -- | -- | ---- |
| Widzew Łódź       | 3 | 1 | 2 | 8  | 7  | 7    |
| Arminia Bielefeld | 2 | 2 | 2 | 10 | 9  | 6    |
| St. Gallen        | 3 | 0 | 3 | 7  | 8  | 6    |
| Liège             | 2 | 1 | 3 | 8  | 9  | 5    |

|     | WID | ARM | STG | LIE |
| --- | --- | --- | --- | --- |
| WID |     | 2-1 | 0-1 | 3-1 |
| ARM | 1-1 |     | 3-1 | 1-1 |
| STG | 1-2 | 1-2 |     | 1-0 |
| LIE | 2-0 | 3-2 | 1-2 |     |

### Grupo 3
| Club           | G | E | P | GF | GC | Pts. |
| -------------- | - | - | - | -- | -- | ---- |
| AGF            | 4 | 0 | 2 | 14 | 12 | 8    |
| Werder Bremen  | 3 | 1 | 2 | 21 | 13 | 7    |
| Plastika Nitra | 2 | 1 | 3 | 16 | 16 | 5    |
| Sturm Graz     | 2 | 0 | 4 | 11 | 21 | 4    |

|     | AAR | WER | PLA | STU |
| --- | --- | --- | --- | --- |
| AAR |     | 2-1 | 1-0 | 6-1 |
| WER | 4-1 |     | 3-3 | 7-2 |
| PLA | 3-4 | 3-5 |     | 5-3 |
| STU | 3-0 | 2-1 | 0-2 |     |

### Grupo 4
| Club         | G | E | P | GF | GC | Pts. |
| ------------ | - | - | - | -- | -- | ---- |
| Lyngby       | 3 | 2 | 1 | 11 | 7  | 8    |
| Duisburg     | 3 | 1 | 2 | 12 | 7  | 7    |
| Motor Lublin | 1 | 3 | 2 | 8  | 11 | 5    |
| Lucerne      | 1 | 2 | 3 | 4  | 10 | 4    |

|     | LYN | DUI | MOT | LUC |
| --- | --- | --- | --- | --- |
| LYN |     | 1-3 | 0-0 | 2-0 |
| DUI | 1-2 |     | 4-1 | 2-0 |
| MOT | 2-2 | 3-2 |     | 2-2 |
| LUC | 1-4 | 0-0 | 1-0 |     |

### Grupo 5
| Club             | G | E | P | GF | GC | Pts. |
| ---------------- | - | - | - | -- | -- | ---- |
| Admira           | 4 | 1 | 1 | 8  | 6  | 9    |
| Hapoel Tel Aviv  | 4 | 0 | 2 | 12 | 10 | 8    |
| Norrköping       | 2 | 0 | 4 | 14 | 8  | 4    |
| Hapoel Kfar Saba | 1 | 1 | 4 | 8  | 18 | 3    |

|     | AWM | HTA | NOR | HKS |
| --- | --- | --- | --- | --- |
| AWM |     | 2-1 | 1-0 | 3-0 |
| HTA | 4-0 |     | 2-0 | 1-0 |
| NOR | 0-1 | 5-0 |     | 7-1 |
| HKS | 1-1 | 3-4 | 3-2 |     |

### Grupo 6
| Club             | G | E | P | GF | GC | Pts. |
| ---------------- | - | - | - | -- | -- | ---- |
| Bohemians Prague | 6 | 0 | 0 | 16 | 3  | 12   |
| Gwardia Warsaw   | 2 | 1 | 3 | 7  | 8  | 5    |
| Young Boys       | 2 | 1 | 3 | 8  | 13 | 5    |
| LASK Linz        | 1 | 0 | 5 | 6  | 13 | 2    |

|     | BOH | GWA | YOU | LIN |
| --- | --- | --- | --- | --- |
| BOH |     | 1-0 | 5-0 | 2-1 |
| GWA | 0-1 |     | 2-2 | 1-0 |
| YOU | 1-3 | 2-1 |     | 0-2 |
| LIN | 1-4 | 2-3 | 0-3 |     |

### Grupo 7
| Club           | G | E | P | GF | GC | Pts. |
| -------------- | - | - | - | -- | -- | ---- |
| Brage          | 5 | 0 | 1 | 10 | 2  | 10   |
| Pogoń Szczecin | 3 | 1 | 2 | 10 | 9  | 7    |
| Sparta Praga   | 1 | 2 | 3 | 4  | 8  | 4    |
| Wiener SC      | 0 | 3 | 3 | 10 | 15 | 3    |

|     | BRA | POG | SPA | WSC |
| --- | --- | --- | --- | --- |
| BRA |     | 2-0 | 2-0 | 3-0 |
| POG | 1-0 |     | 2-0 | 3-3 |
| SPA | 0-1 | 1-0 |     | 2-2 |
| WSC | 1-2 | 3-4 | 1-1 |     |

### Grupo 8
| Club           | G | E | P | GF | GC | Pts. |
| -------------- | - | - | - | -- | -- | ---- |
| Öster          | 4 | 1 | 1 | 12 | 7  | 9    |
| Zbrojovka Brno | 4 | 1 | 1 | 11 | 6  | 9    |
| ŁKS Łódź       | 1 | 2 | 3 | 8  | 10 | 4    |
| Zürich         | 1 | 0 | 5 | 7  | 15 | 2    |

|     | ÖST | ZBR | ŁKS | ZUR |
| --- | --- | --- | --- | --- |
| ÖST |     | 2-0 | 4-3 | 3-0 |
| ZBR | 2-0 |     | 2-1 | 4-1 |
| ŁKS | 1-1 | 0-0 |     | 3-0 |
| ZUR | 1-2 | 2-3 | 3-0 |     |

### Grupo 9
| Club                | G | E | P | GF | GC | Pts. |
| ------------------- | - | - | - | -- | -- | ---- |
| IFK Göteborg        | 4 | 1 | 1 | 19 | 11 | 9    |
| Næstved             | 3 | 1 | 2 | 13 | 14 | 7    |
| Chernomorets Burgas | 2 | 1 | 3 | 17 | 16 | 5    |
| Baník Ostrava       | 1 | 1 | 4 | 8  | 16 | 3    |

|     | GOT | NAE | CHE | BAN |
| --- | --- | --- | --- | --- |
| GOT |     | 5-0 | 4-4 | 2-1 |
| NAE | 4-2 |     | 3-1 | 5-1 |
| CHE | 2-4 | 4-0 |     | 5-2 |
| BAN | 0-2 | 1-1 | 3-1 |     |